# Norbert Ebster
Norbert Ebster (* 7. Oktober 1952 in Schwarzach im Pongau) ist ein ehemaliger österreichischer Profifußballer. Er ist mit der ehemaligen österreichischen Skirennläuferin Irmgard Lukasser-Ebster verheiratet und hat drei Kinder.
Ebster begann seine Fußballkarriere beim SK Bischofshofen und gehörte in der Saison 1971/72 jener Mannschaft an, die den Pongauer Fußball bisher zum einzigen Mal in der höchsten Spielklasse, damals „Nationalliga“ genannt, vertrat. Im Sommer 1972 wechselte der Mittelfeldspieler zum damaligen Spitzenklub SK VÖEST Linz und gewann mit den Werkssportlern 1973/74 deren einzigen österreichischen Meistertitel. Das Spieljahr 1976/77 verbrachte er bei Austria Salzburg, wechselte aber nach der Saison wieder zurück nach Linz. Danach war er noch für Vereine aus Westösterreich als Spieler, teils auch als Spielertrainer, aktiv. 
Von 1978 bis 1986 war Ebster Gebietsrepräsentant von Adidas Austria, verantwortlich für Key-Account Management, Produkt-Management und Event-Marketing. Derzeit ist Norbert Ebster Geschäftsführer von W.L. Gore & Associates Austria. Dort ist er seit 1986 mit unterschiedlichen Verantwortungsbereichen betraut: European Strategic Account Manager; Sales & Marketing Manager für Deutschland, Österreich und die Schweiz; Mitglied der Global Pricing Group; European Business Unit Leader für Gore Bike WearTM und Gore Running WearTM. Seit 2007 ist er Global Sales Director im Bereich Footwear.

## Vereinsstationen
- SK Bischofshofen (1964–1972)
- SK VÖEST Linz (1972–1976)
- SV Austria Salzburg (1976/77)
- SK VÖEST Linz (1977/78)
- USK Anif (Spielertrainer, 1978/79)
- Salzburger AK 1914 (1979–1984)
- FC Kufstein (1984–1988)